# Отряд Бэлы
Отряд «Бэлы» — террористическая группа, действовавшая при партии социалистов-революционеров. Названа по партийной кличке одной из активных участниц — Эсфирь Лапиной («Бэлы»).

## История создания
В 1906 году Боевая организация эсеров под руководством агента-провокатора Евно Азефа и Бориса Савинкова переживала период неудач в своей террористической деятельности. В октябре 1906 года на Втором съезде партии социалистов-революционеров, который прошел в Иматре, Азеф и Савинков заявили о своем уходе в связи с тем, что старые методы террора не дают результатов. Уход руководителей привел к фактическому распаду Боевой организации.
В том же 1906 году в Санкт-Петербурге начали действовать параллельно три сообщающиеся между собой террористические группы: Северный боевой летучий отряд, Центральный боевой отряд и группа «Бэлы».

## Члены организации
- Эсфирь Лапина (псевдонимы «Бэла» и «Татьяна») — руководитель отряда. После роспуска своей группы выехала за границу. Когда стало известно о провокаторской роли Азефа, в среде эсеров поселились крайние настороженность и подозрительность. От директора департамента полиции Коваленского и от Л.П. Меньщикова поступили неясные указания на некую женщину-провокатора. Некоторые указанные приметы подходили к «Бэле», и она была подвергнута проверке: комиссия вызвала её как свидетеля. Дополнительным трагическим обстоятельством было то, что Лапина в прошлом поддерживала с Азефом близкие дружеские отношения. Весной 1909 года она покончила с собой в Ницце. Вскоре после этого было установлено, что она была невиновна в провокаторстве, а указания относились к Жученко.
- Сергей Николаевич Моисеенко — техник, брат Бориса Моисеенко.  Впоследствии принимал участие в неудачной попытке Савинкова после разоблачения Азефа вновь организовать покушение на Николая II.
- Роза (Розалия) Исааковна Рабинович — техник; в предполагаемом покушении на Лауница ей отводилась роль метальщицы. После распада группы была арестована в Нижнем Новгороде в 1907 году; отбывала каторгу в Виленской, а затем в Мальцевской тюрьмах. После каторги вышла на поселение, после Февральской революции вернулась в Европейскую Россию.
- «Александр» (настоящее имя неизвестно) — рабочий; перешел к анархистам и был отправлен ими в южные регионы. Дальнейшая судьба его неизвестна.

## Деятельность
Группе «Бэлы» было поручено подготовить покушение на петербургского градоначальника фон дер Лауница. В качестве техника (изготовителя бомб) группе оказывала содействие Валентина Попова, которая впоследствии оставила воспоминания об этом. Лапина несколько раз назначала дату покушения, но каждый раз по каким-то обстоятельствам её приходилось переносить. Одного из членов отряда, Моисеенко, задержали во время слежки за градоначальником, но потом быстро отпустили, причём ему показалось, что кто-то из жандармов произнес фразу: "Не надо, еще рано". Поповой приходилось несколько раз заряжать и разряжать снаряд, после того как дело очередной раз срывалось.
Метальщица Роза Рабинович выражала разочарование этими неудачами, а «Александр» и вовсе принял решение покинуть группу и партию социалистов-революционеров, чтобы перейти к анархистам. Группа «Бэлы» постепенно распалась; сама Лапина уехала за границу, а дело покушения на фон дер Лауница было доверено Центральному боевому отряду, куда перешел Моисеенко.